# (8525) Nielsabel
(8525) Nielsabel  es un asteroide perteneciente al cinturón de asteroides, descubierto el 2 de septiembre de 1992 por Eric Walter Elst desde el Observatorio de La Silla, en Chile.

## Designación y nombre
Nielsabel se designó inicialmente como 1992 RZ5.
Más adelante fue nombrado en honor al matemático noruego Niels Henrik Abel (1802-1829).

## Características orbitales
Nielsabel orbita a una distancia media del Sol de 2,4051 ua, pudiendo acercarse hasta 2,0136 ua y alejarse hasta 2,7966 ua. Tiene una excentricidad de 0,1627 y una inclinación orbital de 3,0630° grados. Emplea en completar una órbita alrededor del Sol 1362 días.

## Características físicas
Su magnitud absoluta es 14,3. Tiene 4,289 km de diámetro. Su albedo se estima en 0,183.